# Longju (köpinghuvudort i Kina, Jiangsu Sheng, lat 34,37, long 119,10)
Longju är en köpinghuvudort i Kina. Den ligger i provinsen Jiangsu, i den östra delen av landet, omkring 260 kilometer norr om provinshuvudstaden Nanjing. Antalet invånare är 33 819. Befolkningen består av 16 683 kvinnor och 17 136 män. Barn under 15 år utgör 22,0 %, vuxna 15-64 år 66 %, och äldre över 65 år 11,0 %.
Runt Longju är det tätbefolkat, med 613 invånare per kvadratkilometer. Närmaste större samhälle är Banpu, 17,9 km nordost om Longju. Trakten runt Longju består till största delen av jordbruksmark.
Genomsnittlig årsnederbörd är 1 072 millimeter. Den regnigaste månaden är juli, med i genomsnitt 287 mm nederbörd, och den torraste är januari, med 12 mm nederbörd.